# Laser Miracl

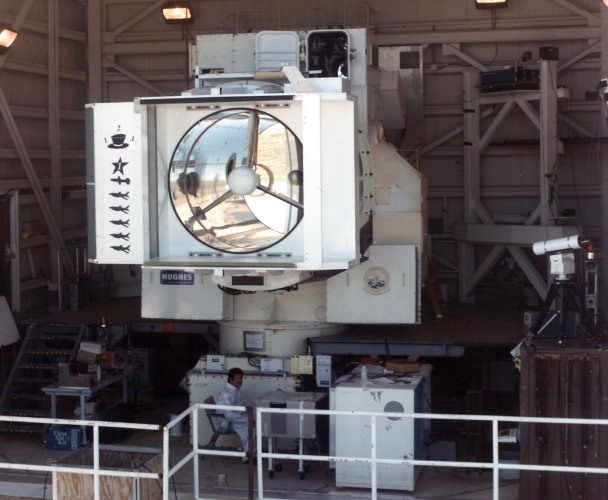
Le SeaLite Beam Director vers lequel les faisceaux du Miracl étaient souvent dirigés.

Miracl est un acronyme provenant de l'anglais Mid-Infrared Advanced Chemical Laser (laser chimique de pointe dans l'infrarouge moyen). Le laser Miracl est une arme à énergie dirigée développée par l'US Navy. C'est un laser au fluorure de deutérium de la famille des lasers chimiques.
Le laser Miracl a été opérationnel en 1980. Il a une puissance supérieure au mégawatt et peut émettre pendant 70 secondes, ce qui en fait le laser à émission continue le plus puissant des États-Unis. Son but initial était de poursuivre et de détruire les missiles de croisière antinavire mais, par la suite, il a été utilisé pour mesurer la phénoménologie associée aux armes à laser antibalistiques et antisatellites. Au début il a été expérimenté dans les installations du constructeur en Californie, et à la fin des années 1990 et au début des années 2000, il est installé à White Sands Missile Range au Nouveau-Mexique.
La dimension du faisceau dans le résonateur est de l'ordre de 21 cm de haut sur 3 cm de large. Le faisceau est ensuite remis en forme selon un carré de 14 cm par 14 cm.
En 1997, au milieu d'une vive controverse, le laser Miracl est testé contre un satellite de l'US Air Force en orbite à une distance de 432 km. Le satellite a été désactivé mais l'US Air Force n'a pas pu récupérer toutes les données attendues.